# Detritívoro

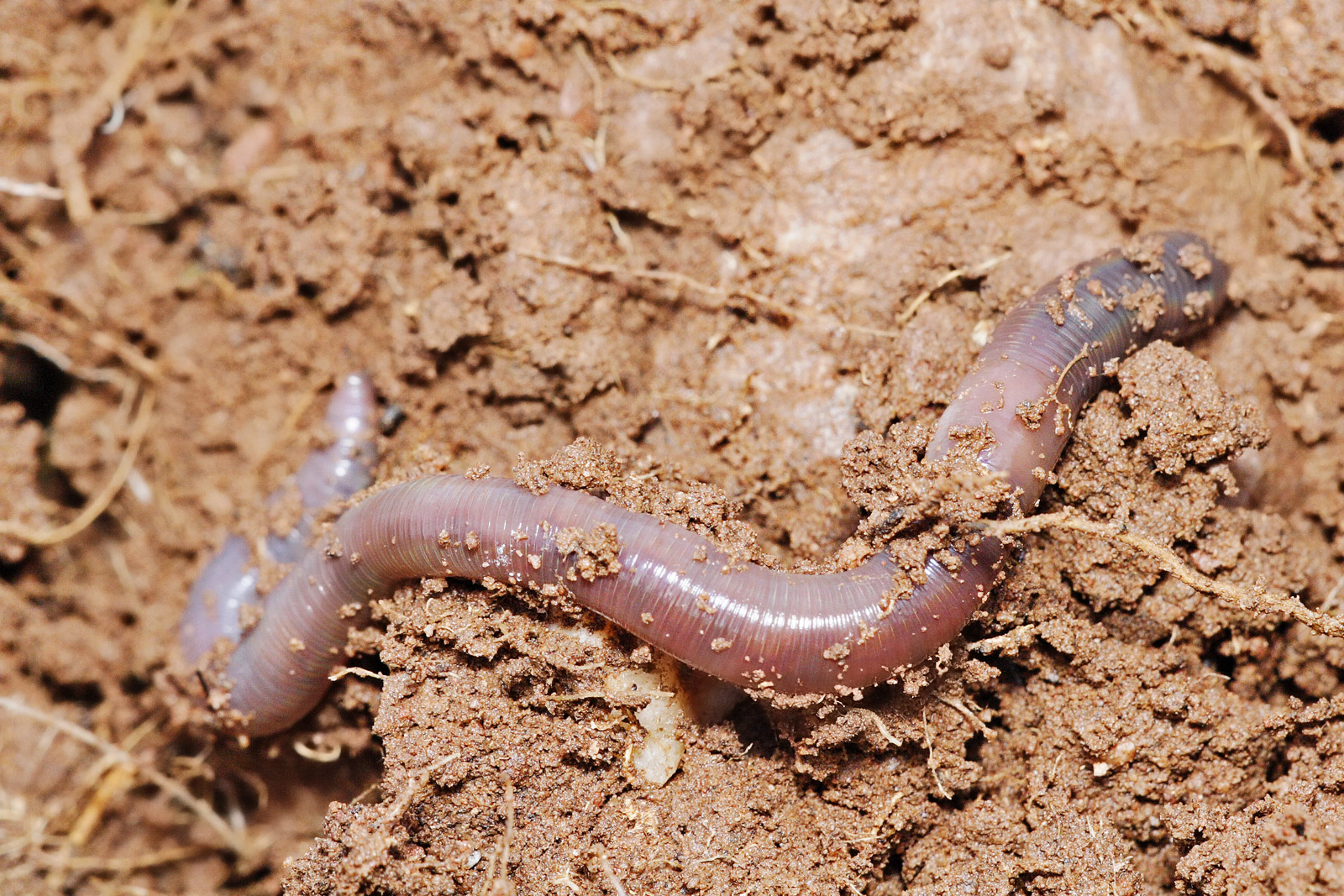
Las lombrices son ejemplos de detritívoros.

Los detritívoros, a veces también llamados saprófagos, descomponedores o detritófagos obtienen su alimentación de detritos o materia orgánica en descomposición. Los detritívoros constituyen una parte importante de los ecosistemas porque contribuyen a la descomposición y al reciclado de los nutrientes.
Muchas especies de bacterias, hongos y protoctistas son incapaces de digerir trozos de material orgánico pero pueden absorber sustancias a nivel molecular y son quizás los detritívoros más importantes.
Otros detritívoros incluyen a las cochinillas de la humedad, los milpiés, las moscas carroñeras Scathophagidae, lombrices, una gran variedad de insectos incluyendo ciertos tipos de escarabajos, algunos poliquetos, terebélidos y cangrejos violinistas. 
Según algunos los carroñeros no son considerados detritívoros ya que consumen porciones grandes de alimento. Igualmente los coprófagos (consumidores de materias fecales) tampoco son considerados detritívoros típicos. Los que consumen madera, ya sea viva o muerta son llamados xilófagos.

## Ecología

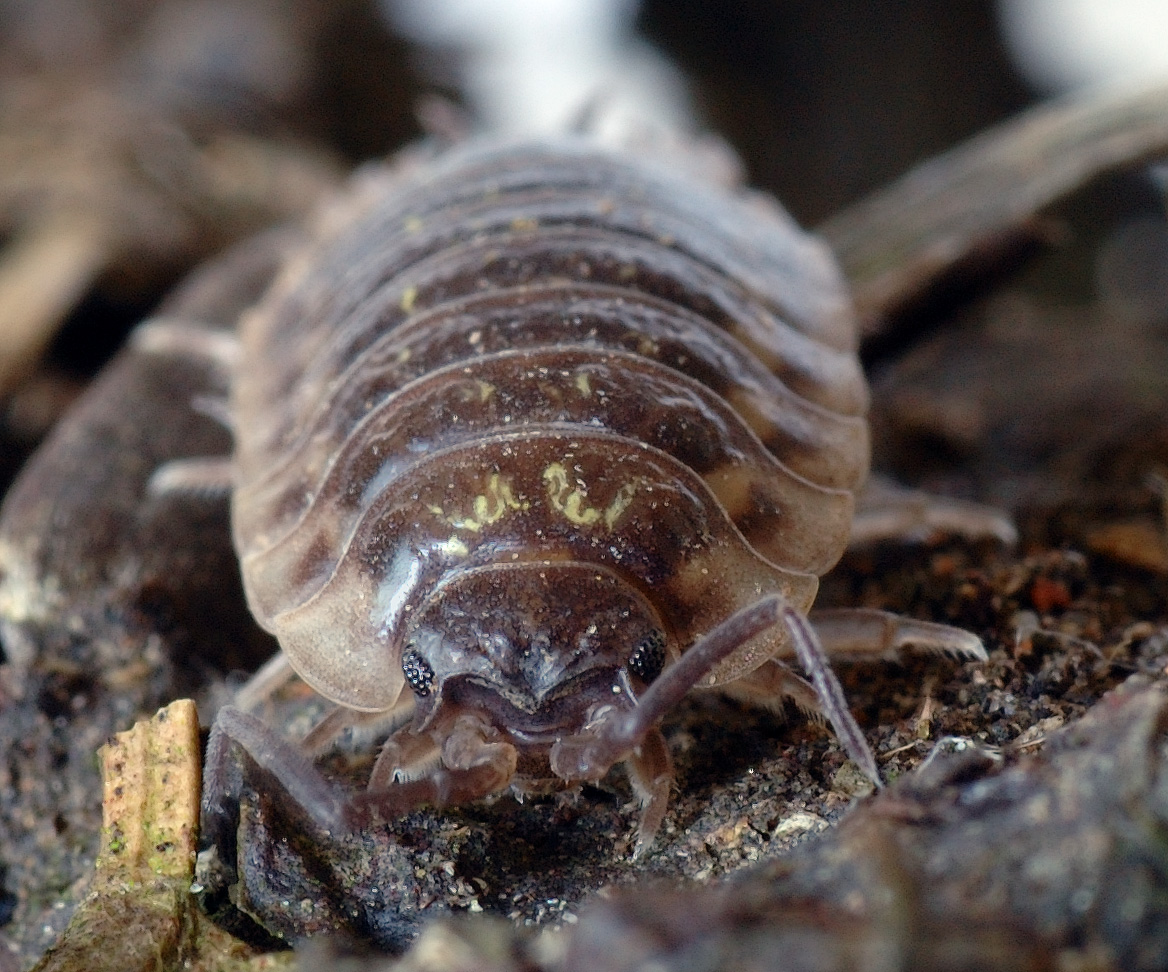
Cochinilla de la humedad comiendo madera podrida

Se los encuentra en cualquier tipo de suelos con materiales orgánicos; muchos viven en bosques, otros en el fondo de los ambientes acuáticos, conocido como bentos. Allí juegan un papel fundamental en cadenas tróficas o alimentarias participando en el llamado ciclo del nitrógeno. Reciclan materias orgánicas al ser comidos por consumidores (heterotróficos) y así contribuyen al flujo de energía a través de los ecosistemas.
Los hongos y las bacterias son muy importantes hoy en día en la descomposición de la madera. Es posible que carecieran de la capacidad de digerir la lignina, un componente fundamental de la madera, en épocas pasadas y tal vez por eso es que existen los grandes depósitos de materia vegetal del período Carbonífero que más tarde se convirtieran en combustibles fósiles.